# Lac de Schwerin
Le lac de Schwerin (Schweriner See) est un lac du Mecklembourg occidental, entre Schwerin et Hohen Viecheln. Il mesure 21 km de long sur 6 km de large, pour une étendue de 61,54 km2. Sa profondeur maximale est de 52,4 m et sa profondeur moyenne de 12,8 m.